# Habitatge al carrer Nou, 5 (Tossa de Mar)
L'edifici situat al Carrer Nou, 5 és una obra del municipi de Tossa de Mar (Selva). És un edifici de tres plantes situat entre mitgeres i amb coberta aterrassada. Consta de dues crugies. Forma part de l'Inventari del Patrimoni Arquitectònic de Catalunya.

## Descripció
La planta baixa, a més d'un sòcol d'arrebossat que imita la pedra de color marró fosc, consta d'un portal i d'una finestra emmarcades de pedra. La porta és de fusta i té una estructura típica en les cases de la vila construïdes a finals del segle xviii, és a dir, doble porta amb decoració de fusteria barroca, vegetal i geomètrica, sobre l'obertura d'ús més comú en forma d'arc. En aquest cas, també conté la data d'origen de la casa, 1789. Aquesta data també està gravada a la llinda monolítica de la mateixa obertura, a més del nom de JOSEPH BAS. Tant la porta com la finestra tenen els marcs de grans blocs de pedra treballats en la part que dona a l'angle de la porta. Aquesta planta baixa ha estat arrebossada recentment, entre 1995 i 2005, i, entre la porta i la finestra s'ha obert una fornícula amb forma rectangular, arc conopial i marc de fusta, sense cap imatge, de moment.
El primer pis consta de dues finestres amb balcó modificades durant el segle xix. La base dels balcons és monolítica i té diversos nivells de motllures senzilles. La finestra balconada de sobre la porta principal és més gran i emergent que no pas l'altra. La decoració de ferro de forja de les baranes és senzilla i prismàtica amb espirals als barrots dels extrems i del centre. El segon pis consta de dues finestres amb l'ampit, els brancals i la llinda de pedra. El ràfec, prou vistós, és de quatre fileres de teula i rajola. El primer i el segon pis, tot i també estar arrebossats, no estan pintats com la planta baixa.

## Història
Es tracta d'un edifici originari del segle xviii i reformat durant els segles XIX i XX. Bona part de les cases i els carrers de la vila nova de Tossa són originàries del segle xviii, quan la vila va suportar un creixement econòmic i demogràfic que va urbanitzar aquesta zona. Moltes d'elles, malgrat haver-se reformat interiorment i exteriorment, han conservat restes de les cases originals, com ara llindes gravades o finestres motllurades de pedra. D'altra banda, aquests elements són, la major part de les vegades, els únics elements conservats. Aquest edifici destacava per ser un dels edificis característics de la nova urbanització de la Tossa de finals del segle viii. El treball artístic de la fusta de les portes de la majoria d'aquestes cases es devien a la família d'artistes i fuster de Cas Martí.